# Хаббл, Эдвин
Э́двин Па́уэлл Хаббл (англ. Edwin Powell Hubble; 20 ноября 1889, Маршфилд, штат Миссури — 28 сентября 1953, Сан-Марино, штат Калифорния) — американский астрофизик и космолог, внёсший решающий вклад в понимание структуры космоса. В 1914—1917 годах работал в Йеркской обсерватории, с 1919 года — в обсерватории Маунт-Вилсон. Член Национальной академии наук в Вашингтоне с 1927 года.
Основательно изменил понимание Вселенной, подтвердив существование других галактик, а не только нашей (Млечный Путь). Рассматривал идею о том, что величина эффекта Доплера (в данном случае называемого «красное смещение»), наблюдаемого в световом спектре удалённых галактик, возрастает пропорционально расстоянию до той или иной галактики от Земли. Эта пропорциональная зависимость стала известна как закон Хаббла (на два года ранее этот же закон открыл бельгийский учёный Жорж Леметр). Интерпретация красного смещения как доплеровского эффекта была ранее предложена американским астрономом Весто Слайфером, чьими данными пользовался Эдвин Хаббл. Однако Эдвин Хаббл всё же сомневался в интерпретации этих данных, что привело к созданию теории метрического расширения пространства (metric expansion of space, расширение Вселенной), состоящего в почти однородном и изотропном расширении космического пространства в масштабах всей Вселенной.
Основные труды Эдвина Хаббла посвящены изучению галактик. В 1922 году Хаббл предложил подразделить наблюдаемые туманности на внегалактические (галактики) и галактические (газо-пылевые). В 1924—1926 годах обнаружил на фотографиях некоторых ближайших галактик, подобных нашей Галактике (Млечный Путь), звёзды, чем доказал, что галактики состоят из звёздных систем. В 1929 году обнаружил зависимость между красным смещением галактик и расстоянием до них (закон Хаббла). В 1935 году открыл астероид № 1373, названный им «Цинциннати» (1373 Цинциннати).
В честь Хаббла названы астероид № 2069, открытый в 1955 году (2069 Хаббл), космический телескоп «Хаббл», выведенный на орбиту в 1990 году.

## Биография
Эдвин Хаббл родился в семье страхового управляющего Джона Пауэлла Хаббла и Вирджинии Лии Джеймс в городе Маршфилд штата Миссури. В 1900 году семья переехала в город Уитон, штат Иллинойс. В ранние годы Эдвин Хаббл был более известен своими атлетическими заслугами, чем интеллектуальными, хотя и получал вполне хорошие оценки по всем предметам в школе, за исключением, пожалуй, грамматики. Семь раз занимал первое место и один раз третье (в 1906 году) в школьных соревнованиях для старшеклассников по лёгкой атлетике. В 1906 году установил рекорд по прыжкам в высоту среди старшеклассников штата Иллинойс. Увлекался рыбной ловлей нахлыстом, любительским боксом.
Эдвин Хаббл учился в Чикагском университете, где сконцентрировался на математике, астрономии, философии. В 1910 году получил степень бакалавра. Состоял членом студенческого объединения под названием «Каппа Сигма» («Kappa Sigma Fraternity») и в 1948 году был назван «Человеком года» «Каппы Сигмы». После получения степени бакалавра был принят в Королевский колледж («The Queen’s College») — один из составных колледжей при Оксфордском университете в Англии, где проучился три года. Стал одним из первых обладателей стипендии Родса Оксфордского университета. Своему умирающему отцу обещал изучать науки, но в колледже Эдвин первоначально изучал юриспруденцию, а затем — литературу и испанский язык, что дало ему возможность получить академическую степень магистра. Некоторые его приобретённые британские манеры и стиль одежды остались с ним на всю жизнь, иногда раздражая американских коллег.
Отец Эдвина в 1909 году перевёз семью из Чикаго в Шелбивилл штата Кентукки, чтобы семья смогла жить в маленьком городке неподалёку от Луисвилла — самого крупного города штата. Отец умер зимой 1913 года, когда Эдвин был ещё в Англии. Летом 1913 года Эдвин вернулся домой, чтобы заботиться о матери, двух сёстрах и младшем брате, как это сделал Уильям, другой брат Эдвина. Семья ещё раз переехала, на этот раз на Эверетт Авеню в окрестностях Луисвилла, чтобы разместить Эдвина и Уильяма.
По возвращении из Англии в США, Эдвин преподавал испанский язык, физику и математику в старшей школе города Нью-Олбани штата Индиана, тренировал волейбольную команду мальчиков. Ранние биографы Эдвина Хаббла единодушно отмечали, что Эдвин успешно проходил регулярную экзаменовку по юриспруденции и немного практиковал в области законов в Луисвилле, но нет ни одного свидетельства того, что он хоть раз занимался судебным делом. После года преподавания в старшей школе Хаббл вернулся к астрономии в Йеркской Обсерватории при Чикагском Университете, где и получил докторскую степень (Ph.D) в 1917 году. Свою диссертацию он озаглавил «Фотографические исследования слабых (далёких) туманностей» (Photographic investigations of faint nebulae).
В период Первой мировой войны Эдвин Хаббл служил в армии США, где довольно скоро дослужился до звания майора.
В 1919 году Джордж Эллери Хейл (основатель и директор обсерватории Маунт-Вилсон при институте Карнеги) предложил Эдвину Хабблу гражданскую должность неподалёку от города Пасадина штата Калифорния, где Хаббл и проработал до самой смерти.
В период Второй мировой войны Эдвин Хаббл служил в армии США на Абердинском испытательном полигоне. За свою работу там он был награждён орденом «Легион Почёта».
Незадолго до смерти Эдвина Хаббла гигантский 200-дюймовый (≈5.1-метровый) телескоп-рефлектор Хейла Паломарской обсерватории был закончен и Эдвин Хаббл стал первым астрономом, который его использовал. Эдвин Хаббл активно продолжал свои исследования в Маунт-Вилсон и Паломарской обсерваториях до самой смерти.
В июле 1949 года, когда Эдвин Хаббл проводил свой отпуск в штате Колорадо, у него случился сердечный приступ. После этого о нём заботилась его жена Грейс Хаббл, и он продолжил свои работы уже согласно определённому расписанию и соблюдая предписанную диету. Хаббл умер от церебрального тромбофлебита (случайный тромб в мозге) 28 сентября 1953 года в городе Сан Марино штата Калифорния. Эдвин Хаббл завещал не организовывать официальную церемонию похорон и похоронить его в никому неизвестном месте. Грейс Хаббл, согласно завещанию Эдвина, никому не поведала тайну его захоронения.

## Открытия

### Вселенная простирается дальше нашей галактики Млечного Пути
Прибытие Эдвина Хаббла в Маунт-Вилсон штата Калифорния в 1919 году примерно совпало с завершением работ по созданию 100-дюймового (≈2.5 метрового) телескопа Хукера. На ту пору телескоп Хукера был самым крупным телескопом в мире. В те времена превалирующим научным видением Вселенной было её представление как целиком и полностью состоящей только из единственной галактики — галактики Млечный Путь. Используя телескоп Хукера в Маунт-Вилсон, Эдвин Хаббл идентифицировал цефеиды (класс пульсирующих переменных звёзд) в нескольких спиральных туманностях, включая Туманность Андромеды и созвездие Треугольник. Его наблюдения, сделанные в 1922—1923 годах, убедительно подтвердили, что эти туманности были слишком далеки, чтобы быть частью Млечного Пути, и являлись в действительности отдельными галактиками, находящимися за пределами нашей собственной. Эта идея была оспорена очень многими учёными в астрономических кругах того времени, в частности, Харлоу Шепли. Но вопреки оппозиции, Эдвин Хаббл, на ту пору 35-летний учёный, представил свои открытия в печатном виде на собрании Американского астрономического сообщества 1 января 1925 года. Эти открытия фундаментальным образом изменили научное видение Вселенной.
Эдвин Хаббл также продумал наиболее используемую ныне Морфологическую систему классификации галактик, сгруппировав их в соответствии с их изображениями на фотоснимках. Хаббл расположил разные группы галактик в последовательность, которая теперь известна как последовательность Хаббла.

### Красное смещение увеличивается с расстоянием
Комбинируя свои собственные измерения расстояний до галактик, основанные на соотношении период-светимость для цефеид, полученные Генриеттой Суон Ливитт, с измерениями Красного смещения для галактик, полученные Весто Слайфером и Милтоном Хьюмасоном, Эдвин Хаббл обнаружил прямую зависимость (пропорциональность) величин Красного смещения объектов и расстояний до них. Хотя и был значительный разброс значений (ныне известный по причине пекулярной скорости), Эдвин Хаббл всё же смог определить основную тенденцию 46 галактик и получить значение постоянной Хаббла, равной 500 км/c/Мпк, которое значительно выше ныне принятого значения по причине ошибок калибровки расстояний до них. В 1929 году Эдвин Хаббл сформулировал эмпирический закон Красного смещения для галактик, ныне известный просто как закон Хаббла, который, если интерпретировать красное смещение как меру скорости удаления, согласуется с решениями Эйнштейновских уравнений общей теории относительности для гомогенных изотропных расширяющихся пространств. Хотя основные концепции, лежащие в основе теории расширяющейся Вселенной, были хорошо известны и понятны и ранее, это утверждение, сделанное Эдвином Хабблом и Милтоном Хьюмасоном, привело к гораздо большему и широкому признанию этой точки зрения, которая утверждает, что чем больше расстояние между какими-либо двумя галактиками, тем выше скорость их взаимного удаления (то есть, тем быстрее они разлетаются друг от друга).
Это наблюдение было первым наглядным подтверждением теории Большого Взрыва, которая была предложена Жоржем Леметром в 1927 году. Наблюдаемые скорости далёких галактик, взятые вместе с космологическим принципом, показали, что Вселенная расширяется таким образом, который согласуется с моделью Фридмана — Леметра, построенной на основе Общей теории относительности. В 1931 году Эдвин Хаббл написал письмо датскому космологу Виллему де Ситтеру, в котором высказал своё мнение по поводу теоретической интерпретации соотношения «Красное смещение — расстояние»:
Хьюмасон и я глубоко признательны Вам за Ваше щедрое признание нашей работы о скоростях и расстояниях галактик. Мы используем выражение ‘видимые’ скорости, чтобы подчеркнуть эмпирический характер их связи. Интерпретацию, как мы полагаем, следует предоставить Вам и тем очень немногим, кто компетентен обсуждать этот вопрос.
В наше время «действительные скорости» понимаются как результат увеличения интервала, которое происходит из-за расширения пространства. Свет, летящий сквозь расширяющееся пространство, будет испытывать красное смещение хаббловского типа — совершенно иное явление, отличное от эффекта Доплера (хотя оба явления стали эквивалентными описаниями, сходными при преобразовании систем координат для ближних галактик).
В 1930 году Эдвин Хаббл участвовал в определении распределения галактик в пространстве и его искривлённости. Те данные, казалось, свидетельствовали о том что Вселенная плоская и гомогенная, но всё же было заметное отклонение от плоского типа в случаях с большой величиной Красного смещения. Согласно Аллану Сэндиджу:
Хаббл верил, что его расчётные данные дали более правдоподобные результаты насчёт искривлённости пространства, если поправка Красного смещения была сделана с допущением об отсутствии затухания. До самого конца в своих записях он придерживался именно этой позиции, приветствуя (или, по крайней мере, относясь дружественно) модель, где не существует реального расширения, а следовательно что красное смещение «представляет собой пока ещё непознанные принципы мироздания».
С хаббловской методикой исследований были методологические проблемы, которые показали отклонения от плоского типа в случаях с большой величиной красного смещения. В частности, методика не учитывала изменения светимости галактик, связанные с эволюцией галактик. Ранее, в 1917 году, Альберт Эйнштейн обнаружил, что его только что разработанная общая теория относительности указывает на то, что Вселенная должна либо расширяться, либо сжиматься. Будучи не в состоянии поверить в то, что его собственные уравнения говорили ему, Альберт Эйнштейн ввёл в свои уравнения «космологическую постоянную» (которая, по сути, являлась искусственно введённым «фактором подгонки» данных под правильный и/или объяснимый ответ), чтобы избежать возникшую «проблему» с расширением/сжатием. Альберт Эйнштейн, узнав про открытия Эдвина Хаббла, сказал, что изменения, которые Эйнштейн внёс в свои уравнения, были «самой большой ошибкой (самым грубым просчётом) в жизни Эйнштейна».

### Другие открытия
Эдвин Хаббл открыл астероид номер 1373 («Цинциннати») 30 августа 1935 года. Примерно в это же время Хаббл написал «Наблюдательский подход к космологии» («The observational approach to cosmology») и «Царство туманностей» («The realm of the nebulae»).

## Признание нобелевским комитетом
Эдвин Хаббл потратил большую часть последних лет своей карьеры, пытаясь сделать астрономию частью (подразделом) физики, вместо того, чтобы рассматривать её как отдельно стоящую науку. Хаббл делал это в основном с тем, чтобы астрономы, включая его самого, могли быть восприняты Нобелевским комитетом за свой весомый вклад в астрофизику. Эта кампания не увенчалась успехом во времена жизни Эдвина Хаббла. Но вскоре после смерти Хаббла Нобелевский комитет решил, что работы в области астрономии будут попадать под критерии вручения Нобелевских премий по физике (однако, премия не может присуждаться посмертно).

## Память
- В 1964 году Международный астрономический союз присвоил имя «Хаббл» кратеру на видимой стороне Луны.
- 6 марта 2008 года Почтовая служба США выпустила почтовую марку стоимостью 41 цент, чествующую Эдвина Хаббла на странице, озаглавленной «Американские учёные». Цитата оттуда гласит:

Известный как «пионер далёких звёзд», астроном Эдвин Хаббл (1889—1953) сыграл ключевую роль в раскрытии огромной и сложной природы Вселенной. Его скрупулёзные исследования спиральных туманностей подтвердили существование других галактик, отличных от нашей собственной галактики Млечный Путь. Если бы он не умер в 1953 году, Эдвин Хаббл получил бы Нобелевскую премию по физике того же года.

## Награды
- Медаль Барнарда (1935)
- Силлимановская лекция (1935)
- Медаль Кэтрин Брюс (1938)
- Медаль Франклина (1939)
- Золотая медаль Королевского астрономического общества (1940)
- Орден «Легион Почёта» за выдающийся вклад в исследования баллистики (1946)